# SN 2003fz
SN 2003fz – supernowa odkryta 24 maja 2003 roku w galaktyce A142022+5217. W momencie odkrycia miała maksymalną jasność 23,70m.